# Fujimyces oodes
Fujimyces oodes är en svampart som först beskrevs av Bayl. Ell., och fick sitt nu gällande namn av Minter & Caine 1980. Fujimyces oodes ingår i släktet Fujimyces, divisionen sporsäcksvampar och riket svampar.   Inga underarter finns listade i Catalogue of Life.